# 厄尔布龙-迪恩
厄尔布龙-迪恩是德国巴登-符腾堡州的一个市镇。总面积15.64平方公里，总人口3350人，其中男性1671人，女性1679人（2011年12月31日），人口密度214人/平方公里。